# St Hilary (Cornouailles)
St Hilary est une paroisse civile et un village des Cornouailles, en Angleterre.